# مهمان تپه
مهمان تپه مربوط به دوران‌های تاریخی پس از اسلام است و در شهرستان آبیک، روستای قره قباد واقع شده و این اثر در تاریخ ۱۷ اسفند ۱۳۸۱ با شمارهٔ ثبت ۷۵۴۹ به‌عنوان یکی از آثار ملی ایران به ثبت رسیده است.